# Bleicheröder Berge
Die Bleicheröder Berge (auch Bleicheroder Berge genannt) in den Landkreisen Nordhausen und Eichsfeld in Nordthüringen sind der bis 460,8 m ü. NHN hohe Ostsüdostausläufer des im Untereichsfeld gelegenen Ohmgebirges. Zusammen mit diesem Gebirge bedeckt die rund 16 km² große Landschaft etwa 76 km² Fläche.

## Geographie

### Lage
Die zumeist stark bewaldeten Bleicheröder Berge befinden sich zwischen Buhla und Kraja im Norden, Bleicherode im Osten, Sollstedt im Süden, Breitenworbis im Südwesten und Haynrode im Nordwesten. Sie erheben sich zwischen dem Krajaer Bach (Bode-Zufluss) und der Bode im Norden und der Wipper im Süden. Im Südosten befindet sich die Hainleite, im Süden der Dün und etwas südwestlich breitet sich der Naturpark Eichsfeld-Hainich-Werratal aus. Der höchste Berg, der Ziegenrück, befindet sich etwa 1 km südsüdöstlich von Buhla.

### Naturräumliche Zuordnung
Nach der naturräumlichen Gliederung Deutschlands wird das Ohmgebirge nach Blatt Kassel wie folgt zugeordnet:
- (zu 37 Weser-Leine-Bergland, Niedersächsisches Bergland)
  - (375 Unteres Eichsfeld)
    - 375.2 Ohmgebirge und Bleicheröder Berge

Benachbarte Naturräume sind im Uhrzeigersinn betrachtet:
- Dün und die östlich angrenzende Hainleite jenseits der Eichsfelder Pforte im Südosten
- Unteres Eichsfeld mit dem Eichsfelder Kessel im Südwesten
- Ohmgebirge im Westen
- Nordthüringer Hügelland im Norden und Osten

Die Thüringer Landesanstalt für Umwelt und Geologie benutzt eine etwas gröbere eigene, nur landesweit existierende Gliederung, innerhalb derer die Landschaft Ohmgebirge-Bleicheröder Berge in der Einheit Nordthüringer Buntsandsteinland liegt.
Die Muschelkalk-Höhenzüge Ohmgebirge und Bleicheröder Berge sind in beiden Einteilungen als ein zusammenhängender Einzelnaturraum ausgewiesen. Sie stellen eher eine durch das Untere Eichsfeld unterbrochene Fortsetzung der nordwestlichen Randplatte des Thüringer Beckens dar.

### Berge

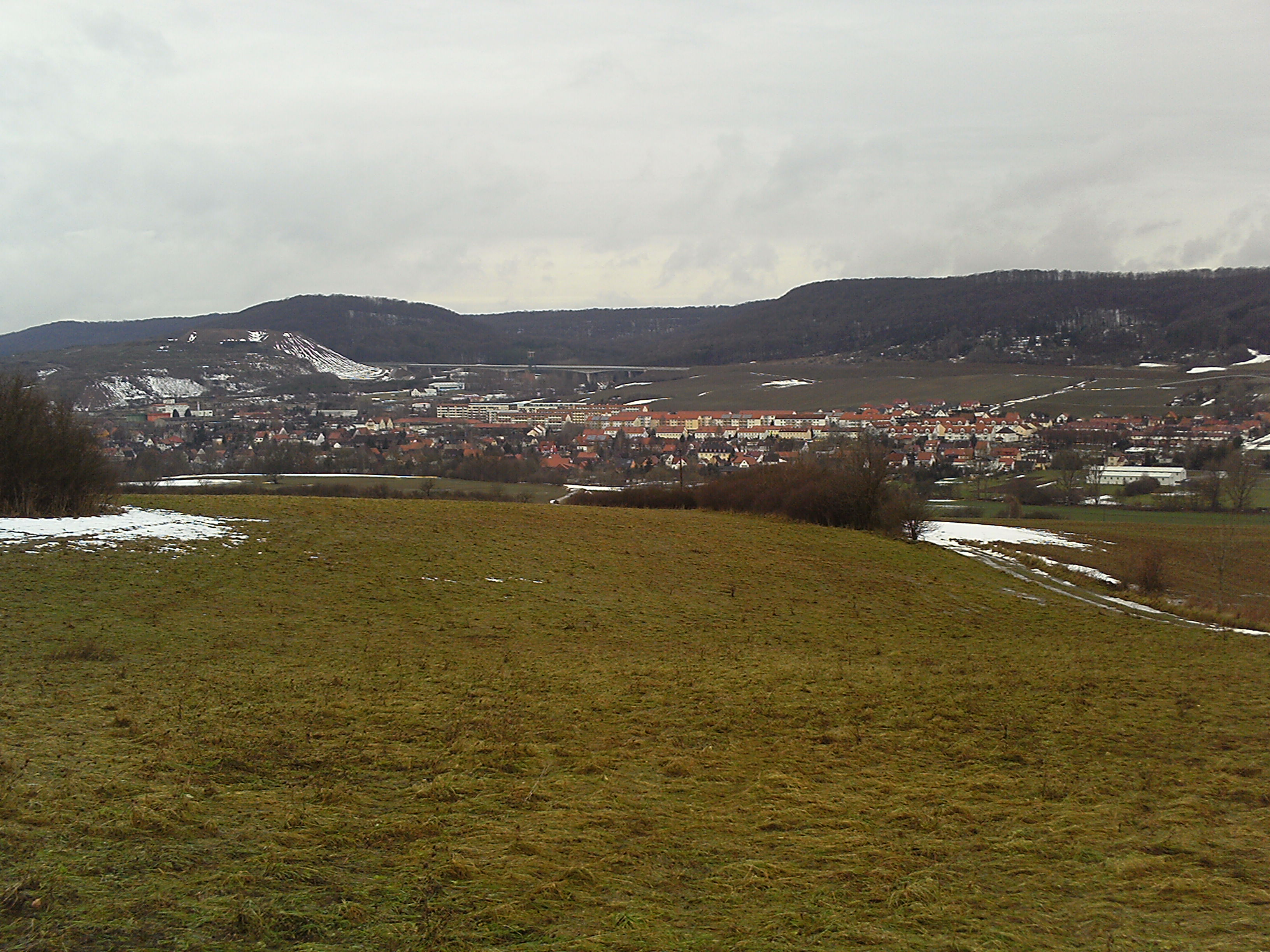
Bleicheröder Berge bei Sollstedt mit Egelskopf (links) und Teichkopf (rechts)

Zu den Bergen und Erhebungen der Bleicheröder Berge im engeren Sinne gehören – mit Höhe in Meter über Normalhöhennull (NHN):
→ für diese und weitere Berge und Erhebungen siehe Absatz Ohmgebirge des Artikels Liste der Berge in Thüringen
- Ziegenrück (460,8 m), höchster Berg der Bleicheröder Berge; bei Buhla
- Krajaer Kopf (459,7 m), südlich von Kraja
- namenlos (453,1 m), im Zentrum
- Egelskopf (446,9 m), nördlich von Wülfingerode
- Gebraer Kopf (446,8 m), nordwestlich von Obergebra
- Windolfskopf (433 m), Standort der ehemaligen Löwenburg westlich von Bleicherode
- Teichkopf (430,7 m), nördlich von Sollstedt

Als eigenständige Zeugenberge werden die folgenden Berge noch den Bleicheröder Bergen hinzugerechnet:
- Hasenburg (487,4 m), nördlich von Buhla
- Haarburg (453,1 m), Standort der ehemaligen Harburg, südöstlich von Haynrode
- Hubenberg (453,1 m), südwestlich von Buhla

### Fließgewässer
Zu den Fließgewässern der Bleicheröder Berge gehören:
- Bode, entspringt im Ohmgebirge, verlässt es ostwärts, passiert die Bleicheröder Berge nordöstlich, südwestlicher Zufluss der Wipper
- Krajaer Bach, entspringt im Ohmgebirge, verlässt es ostwärts, passiert die Bleicheröder Berge nördlich, südwestlicher Bode-Zufluss
- Wipper, entspringt im Südteil des Ohmgebirges, verlässt es ostwärts, passiert die Bleicheröder Berge südlich, westlicher Zufluss der Unstrut

Kleinere Bäche entspringen in den Bleicheröder Bergen, wie der Bleibach bei Bleicherode, die Friede (mit der Friedetalbrücke der A 38) bei Sollstedt und der Schmalenbach bei Ascherode.

### Ortschaften
Zu den Ortschaften der Bleicheröder Berge gehören:
| - Bleicherode (östlich) - Breitenworbis (südwestlich) - Buhla (nördlich) | - Haynrode (nordwestlich) - Kraja (nördlich) - Lipprechterode (nordöstlich) - Sollstedt (südlich) |

## Landschaftsbild und Geologie
Markante Punkte der als Landschaftsschutzgebiet ausgewiesenen Bleicheröder Berge sind der möglicherweise nach einem Bleicheröder Geschlecht namens Windolf benannte Windolfskopf mit der ehemaligen Löwenburg, einer um 1279 aus dem Felsen gearbeiteten kleinen hochmittelalterlichen Herrenburg des Johannes von Bleicherode.
An den Klippen des Vogelbergs, auf der gegenüber der Löwenburg gelegenen Talseite, tritt die Muschelkalk-Schichtstufe zutage. Sie zeigt die abwechslungsreichen Schichten des „Unteren Muschelkalks“ im Bereich des so genannten Wellenkalks. Dieser besteht überwiegend aus brüchigem, knorpeligem, plattigem und zum Teil schieferigem Gesteinsmaterial unterschiedlicher Zusammensetzung und Festigkeit. Hier finden sich Muschelversteinerungen und zahlreiche fossile Kriechspuren wurmartiger Tiere.
Neben dem eigentlichen Höhenzug der Bleicheröder Berge werden auch die benachbarten Zeugenberge Hasenburg, Harburg und Hubenberg hinzugerechnet. Auf der Kuppe des Bergs Harburg (nahe Haynrode) stand früher die Harburg.

## Flora und Fauna
Auf dem Muschelkalkboden der Bleicheröder Berge wachsen vor allem Buchen und in etwas geringerer Zahl Kiefern. Unter den vielen seltenen Pflanzen- und Tierarten sind 14 heimische Orchideenarten. Des Weiteren ist es der nördlichste Standort von Felsenbirnen. Außerdem gibt es einen sehr interessanten Bestand an seltenen Mischholzarten wie Linde und Bergulme sowie einen großen Eibenbestand. Unter den vorkommenden Pilzarten sind zu nennen: Steinpilze, Maronenröhrlinge sowie Mairitterlinge. Reh- und Schwarzwild, Fuchs, Hase, Bunt- und Grünspecht wie auch der selten vorkommende Rotmilan haben in dem Schutzgebiet ihre Heimat.

## Tourismus
Die Bleicheröder Berge sind beliebtes Ausflugsziel für Einwohner und Gäste von Bleicherode sowie umliegender Ortschaften. Nennenswert ist der Naturlehrpfad August Petermann. An verschiedenen Stationen können interessante Einblicke in die Natur gewonnen werden.